# Croisière pour un cadavre
Pour les articles homonymes, voir Croisière et cadavre.
Croisière pour un cadavre (ou Cruise for a Corpse dans les pays anglo-saxons) est un jeu vidéo d'aventure développé et publié en 1991 par Delphine Software sur Amiga, Atari ST et DOS.

## Synopsis
Le jeu se présente comme l'enquête concernant un meurtre. Le joueur personnifié par Raoul Dusentier est invité à prendre part à une croisière sur le bateau de Niklos Karaboudjan. Rapidement après son arrivée, Karaboudjan est tué, et la recherche d'indices commence.

## Système de jeu
Le jeu est le troisième de la série « Cinématique » de Delphine Software, après Les Voyageurs du temps et Opération Stealth. Il s'agit d'un jeu d'aventure graphique en pointer-et-cliquer.
Le jeu alterne les phases de recherche d'indices en pointer-et-cliquer classique (Examiner / Ouvrir / Lire / etc.), les déplacements dans le bateau et les discussions avec les différents invités. La découverte d'indices spécifiques débloque de nouvelles options de dialogue ou de nouvelles zones à explorer. Chaque avancée majeure dans l'enquête se caractérise en outre par l'animation d'une horloge avançant de dix minutes à chaque fois : les personnages sont alors susceptibles de changer de lieu ou d'activité (un invité buvant un verre au bar se retrouvera plus tard sur le pont supérieur puis enfin endormi dans sa chambre)
Contrairement à d'autres jeux d'investigation (comme Le Manoir de Mortevielle ou la série Tex Murphy, par exemple), il n'est pas possible de perdre la partie en effectuant de « mauvais » choix lors des interrogatoires : jamais un accusé ne refusera de vous parler ou de répondre à vos questions. Il est donc possible, bien que fastidieux, de résoudre cette partie-là du jeu en sélectionnant systématiquement l'ensemble des options disponibles dans l'ensemble des dialogues.

## Accueil
- Adventure Gamers : 2/5[1]
- Aktueller Software Markt : 9/12[2]
- Amiga Format : 90 %[3]
- Amiga Joker : 90 %[4]

À l'époque de la sortie du jeu, les critiques sont dithyrambiques. En effet, durant cette période le jeu vidéo français traverse une phase de rayonnement culturel et impressionne (aussi bien en France qu'à l'étranger) surtout du fait de ses graphismes. En effet, la French Touch de la fin des années 80 et du début des années 90 a beaucoup à voir avec la qualité des graphismes et de la musique. En France davantage qu'à l'étranger, l'influence culturelle des bandes dessinées se fait sentir, et les jeux français se concentrent sur l'atmosphère visuelle; ils préfèrent les grandes fresques épiques aux jeux vidéo pragmatiques tels que Maniac Mansion. On[Qui ?] pense à Another World, Dune, ou aux Voyageurs du temps.
Cependant, l'impact émotionnel causé par les graphismes s'est vite estompé au fil du temps et ne cache pas totalement les faiblesses de gameplay.
Ceci explique que les jeux d'aventure français de cette époque sont beaucoup critiqués aujourd'hui (cf. critique d'Adventure Gamers ci-dessus) pour leurs dialogues assez pauvres, le peu d'interactions avec les décors, et les mécaniques de jeu parfois fastidieuses.